# Syllitus rectus
Syllitus rectus là một loài Cerambycidae thấy ở Úc.

## Hình ảnh

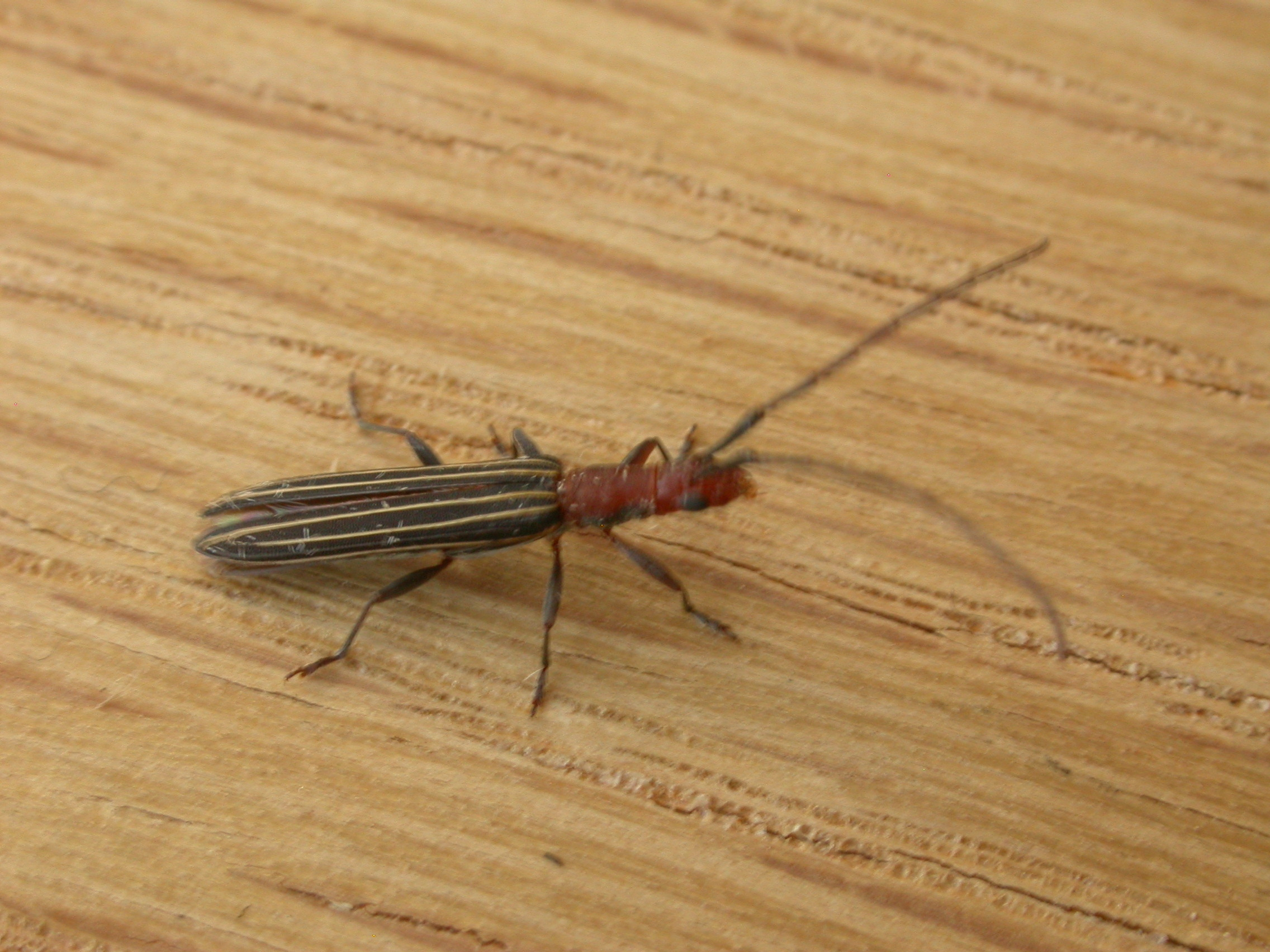
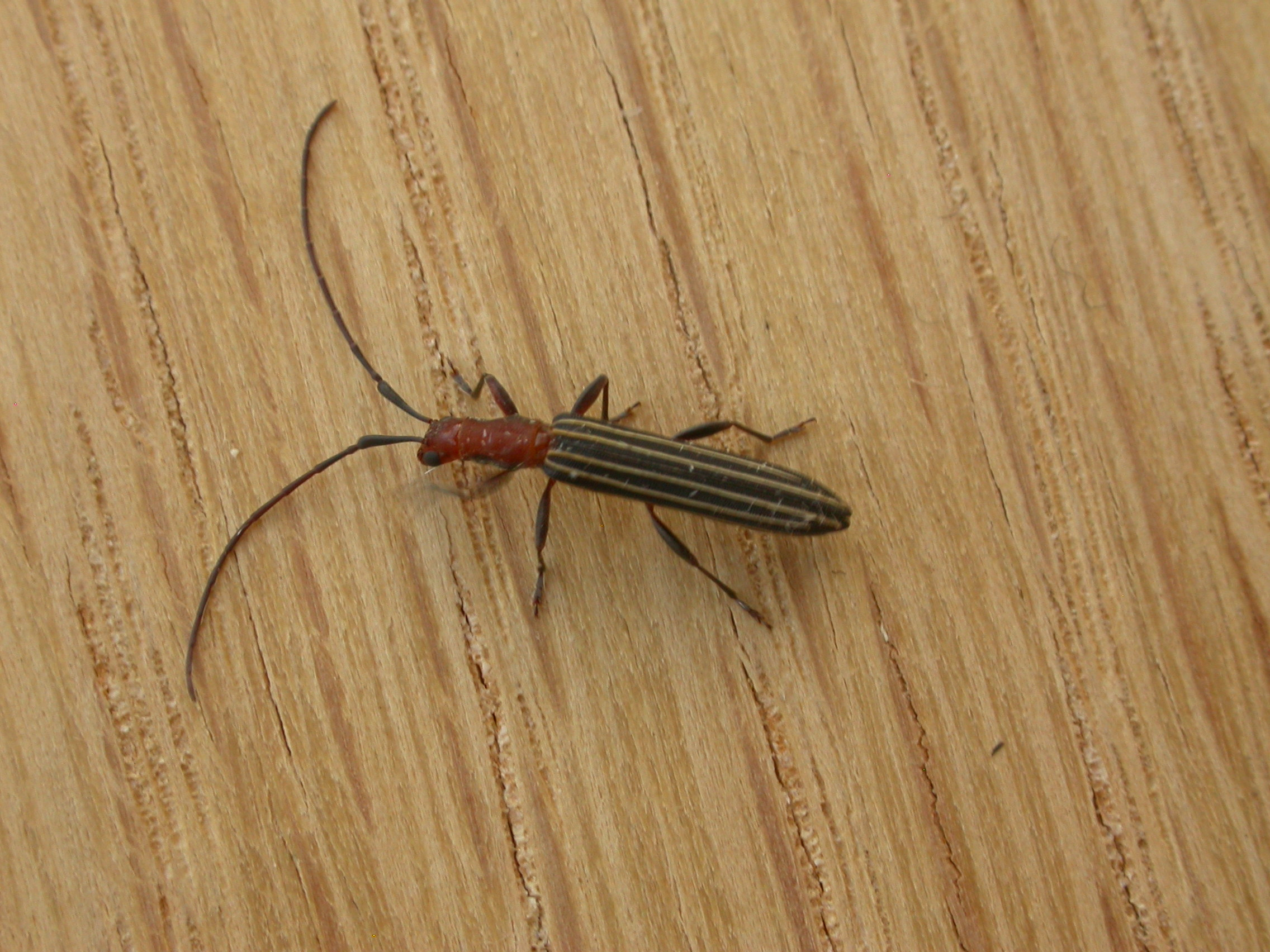
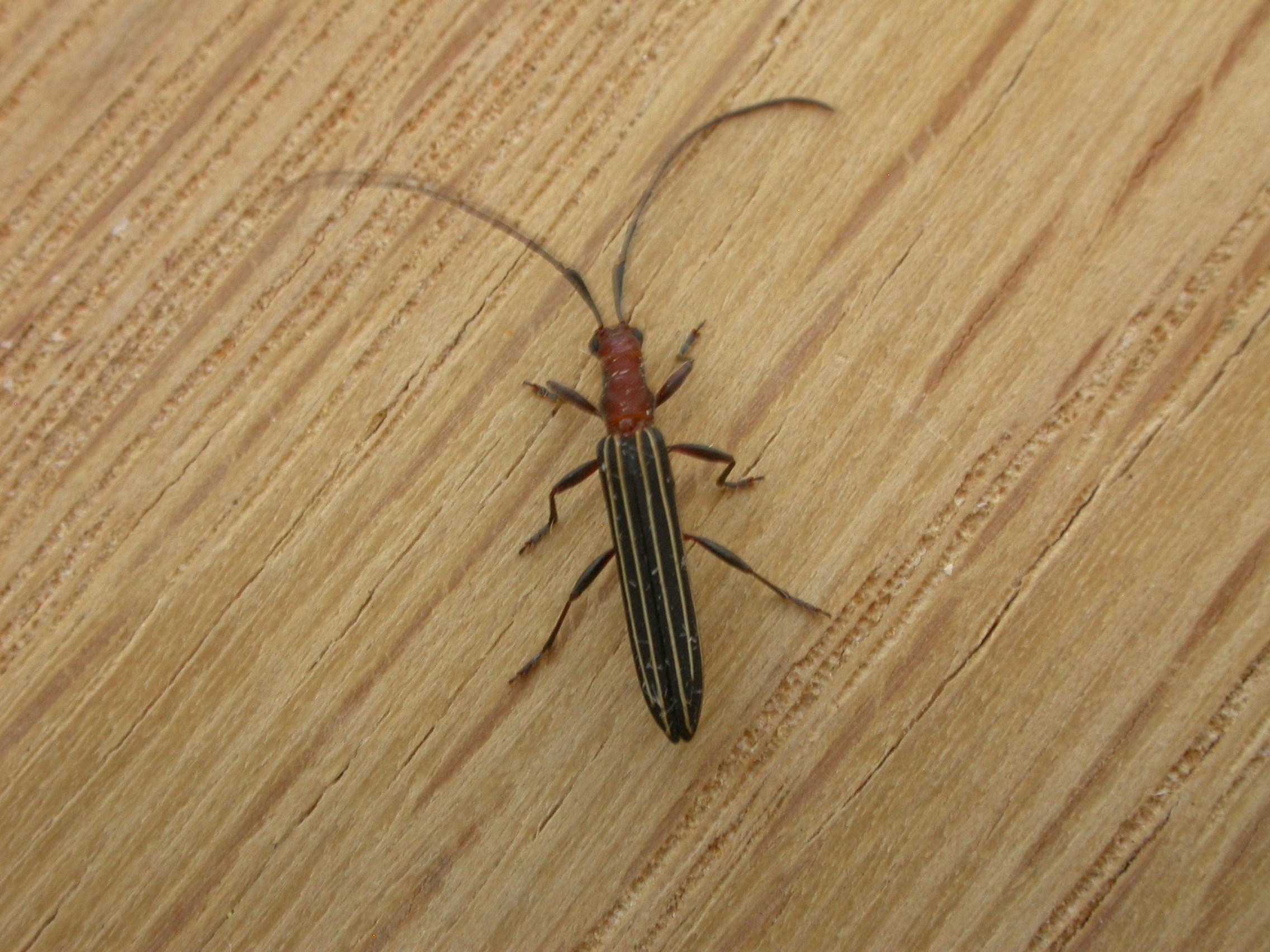
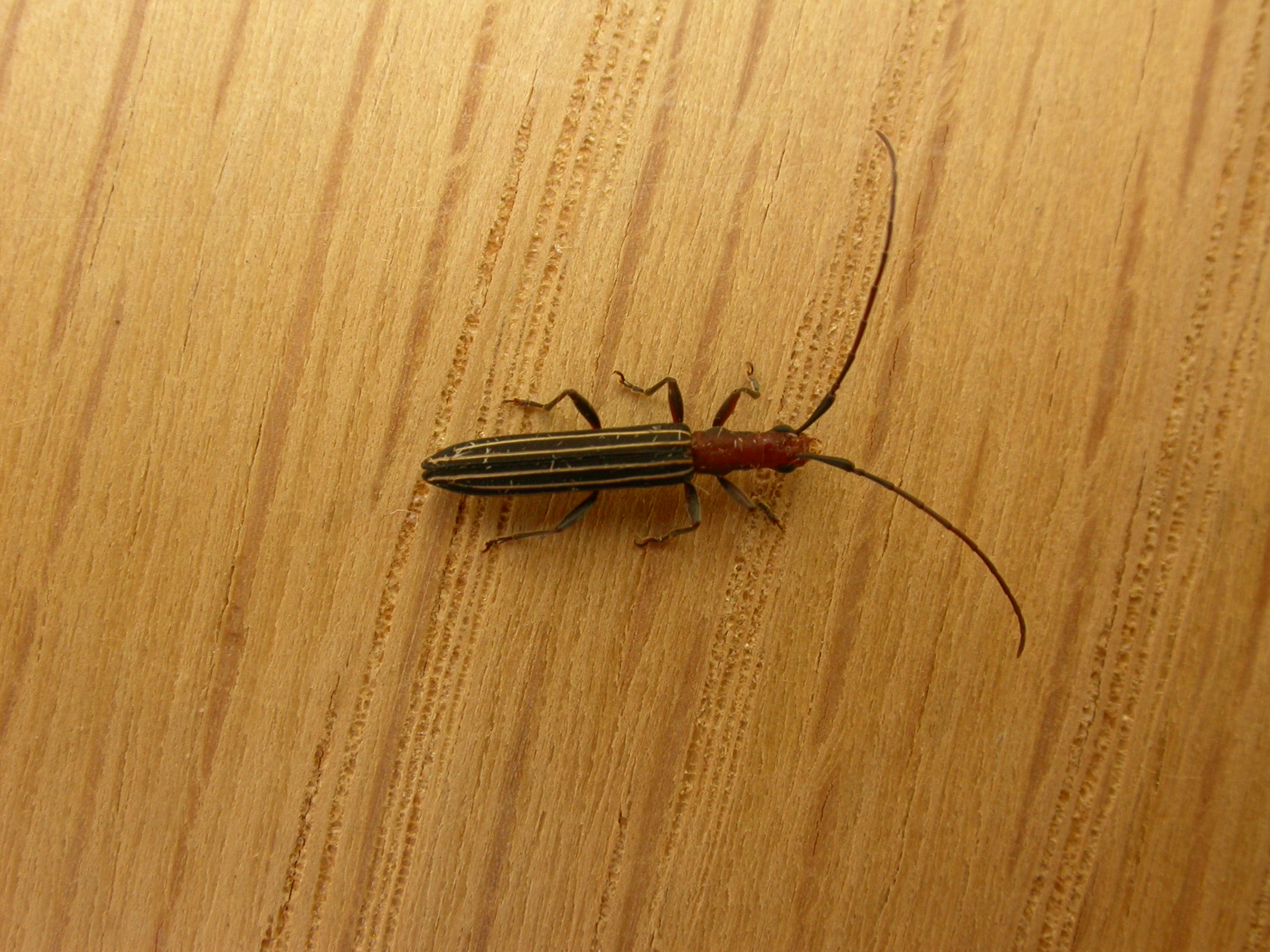